# Viișoara (okręg Bihor)
Viișoara (węg. Érszőlős) – wieś w Rumunii, w okręgu Bihor, w gminie Viișoara. W 2011 roku liczyła 1069 mieszkańców.